# Synapsiden
Die Synapsiden (Synapsida, „synapsid“ – „verschmolzener Bogen“; auch Theromorpha) sind eine der beiden Großgruppen der Amnioten. Namensgebendes Merkmal ist ein einzelnes Schädelfenster in der hinteren Schädelseitenwand (Schläfen- oder Temporalfenster). Die Synapsiden entstanden im späten Karbon und erlebten eine erste Blüte in den nachfolgenden Erdzeitaltern Perm und Trias. Nach dem Massenaussterben an der Kreide-Paläogen-Grenze („Aussterben der Dinosaurier“) erlebten sie mit der Radiation der Säugetiere ab dem Paläozän eine zweite Blüte, die bis heute anhält. Die modernen Säugetiere repräsentieren dabei die einzige Linie der ersten Synapsiden-Blüte, die bis heute überlebt hat.
Nach traditioneller Auffassung sind die Synapsida eine Unterklasse der Reptilien (Reptilia), die die Ordnungen der Pelycosaurier (Pelycosauria) sowie die Therapsiden (Therapsida), Nachfahren der Pelycosaurier und Vorfahren der Säugetiere (Mammalia), umfasst. In der modernen, kladistisch basierten Systematik der Landwirbeltiere existiert dieses traditionelle Konzept der Reptilien nicht mehr. Stattdessen werden zwei Amnioten-Hauptentwicklungslinien (Kladen) unterschieden, Synapsiden und Sauropsiden – zu letzteren gehören die rezenten Vertreter der vormaligen „Reptilien“ und die verwandtschaftlich tief innerhalb derer stehenden Vögel.

## Merkmale

Der ursprüngliche synapside Schädel der Pelycosaurier und frühen Therapsiden (schematische Darstellung) hat ein einzelnes Temporalfenster.

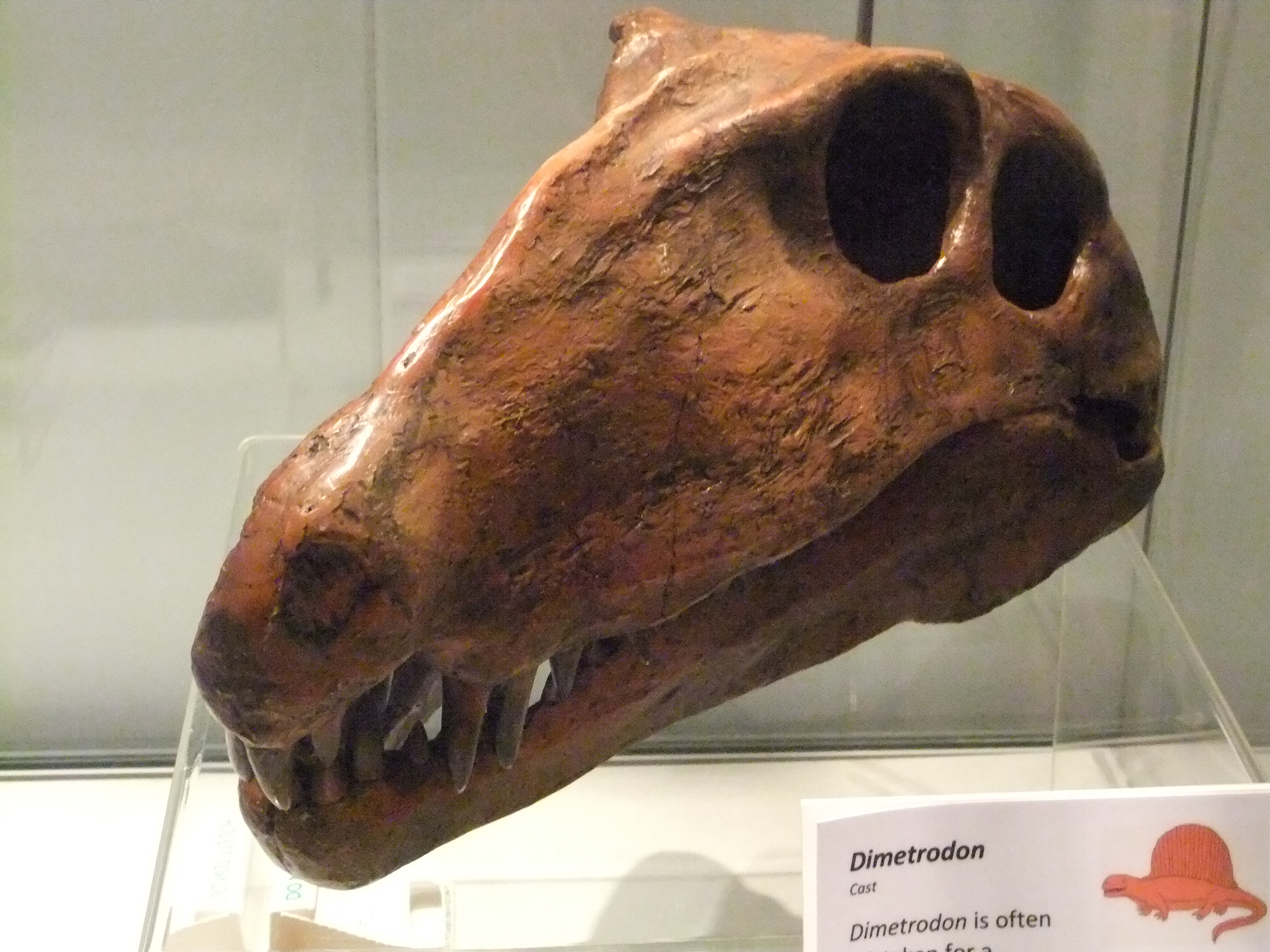
Schädel von Dimetrodon („Pelycosauria“) mit deutlich erkennbarem Schläfenfenster

Namensgebend für die Gruppe der Synapsiden ist das einzelne Schläfenfenster (Temporalfenster), das von den Schädelknochen Jugale, Quadratojugale, Squamosum und Postorbitale gerahmt wird. Das Quadratojugale ist aber nur bei den ursprünglichsten Pelycosauriern vorhanden. Schon bei den höheren Pelycosauriern ist es reduziert und der hintere Teil des Temporalfensters wird komplett vom Squamosum gerahmt. Das Schädelfenster bot mehr Platz für die Kiefermuskulatur und verringerte zusätzlich das Schädelgewicht. Bei den jüngeren Synapsiden („höhere“ Therapsiden und Säugetiere) ist es durch weitere evolutive Veränderungen des Schädelbaus nicht mehr als solches erkennbar. Der Knochensteg aus Squamosum und Jugale, der die untere Begrenzung des Schädelfensters der Pelycosaurier bildete, ist jedoch heute noch bei den Säugetieren in Form des Jochbogens vorhanden.
Die frühesten Synapsiden (Pelycosaurier) sahen den heutigen Reptilien ähnlich und lebten wahrscheinlich auch in ähnlicher Weise. Spätere Formen (Therapsiden) entwickelten einen schnelleren Stoffwechsel und damit eine konstante innere Körpertemperatur (Endothermie), einen sekundären Gaumen, der ihnen das gleichzeitige Fressen und Atmen ermöglichte, eine drüsenreiche, zum Teil behaarte Haut und differenzierte Gebisse mit Schneide-, Eck- und Backenzähnen. Außerdem veränderte sich die Körperhaltung: Während viele rezente Reptilien seitlich weggespreizte Beine haben, standen die der späteren Synapsiden (Therapsiden) etwa ab dem mittleren Perm (vor circa 270 Mio. Jahren) unter dem Körper und trugen ihn relativ bodenfern. So konnten sie schneller und ausdauernder laufen.
Der Unterkiefer eines frühen Synapsiden (Pelycosaurier) besteht aus mehreren zusammengewachsenen Knochenelementen, von denen eines, das Dentale, die Zähne trägt. Im Laufe der Evolution nahm der Anteil des Dentale am Unterkiefer stetig zu und die übrigen Elemente, die sogenannten postdentalen Knochen, wurden immer kleiner, bis der Unterkiefer bei den echten Säugern schließlich vollständig aus dem Dentale bestand. Einer der postdentalen Knochen, das Articulare, ist bei den Säugetieren zu einem Gehörknöchelchen, dem Hammer (Malleus) umgebildet und liegt im Innenohr.

## Systematik und Evolution

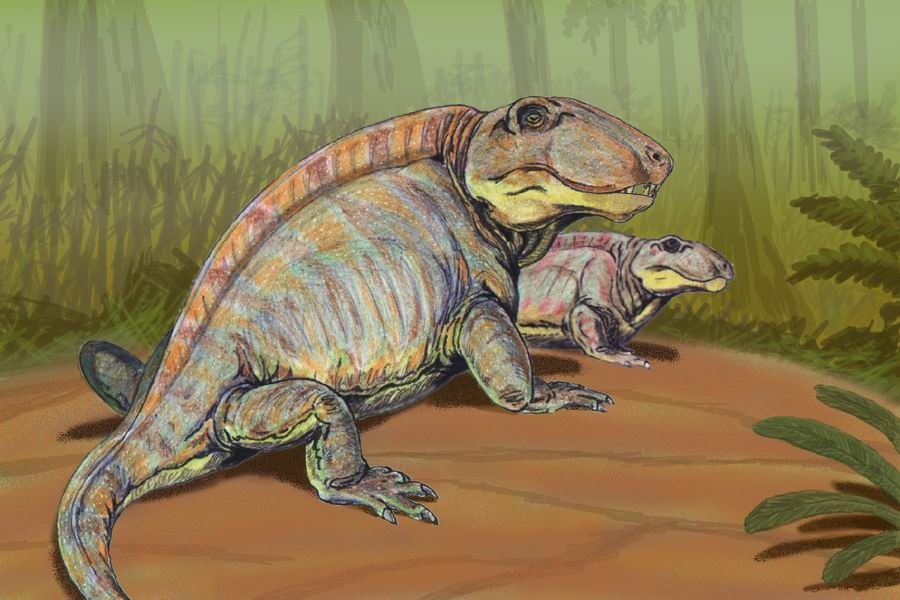
Sphenacodon

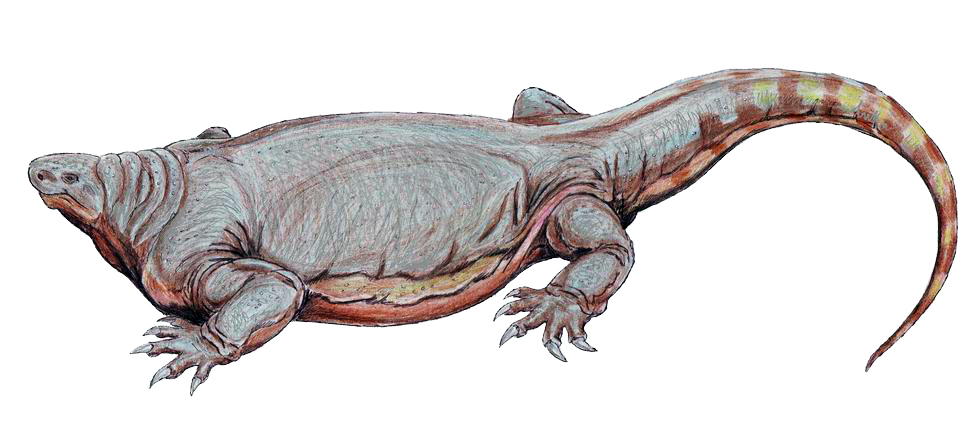
Cotylorhynchus

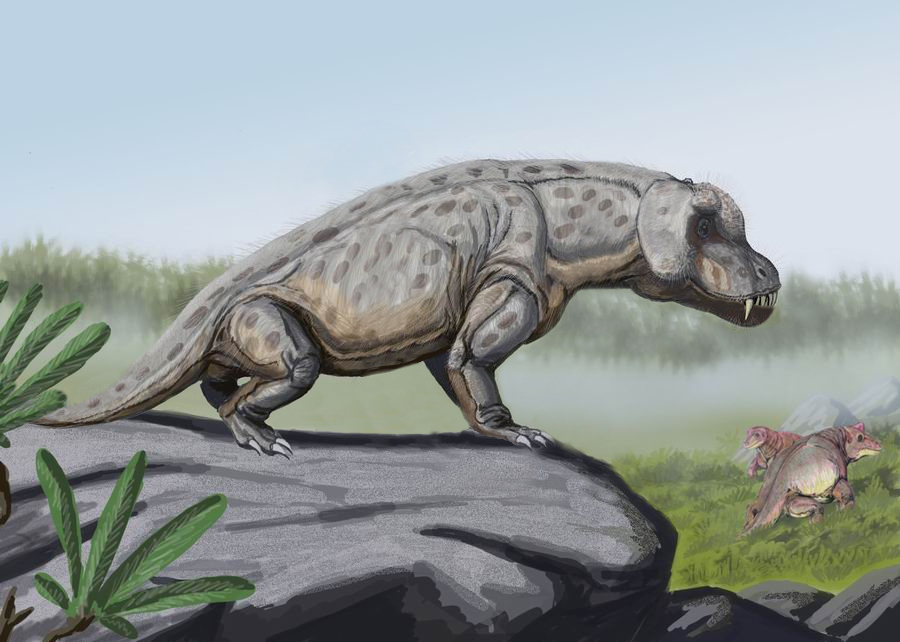
Anteosaurus

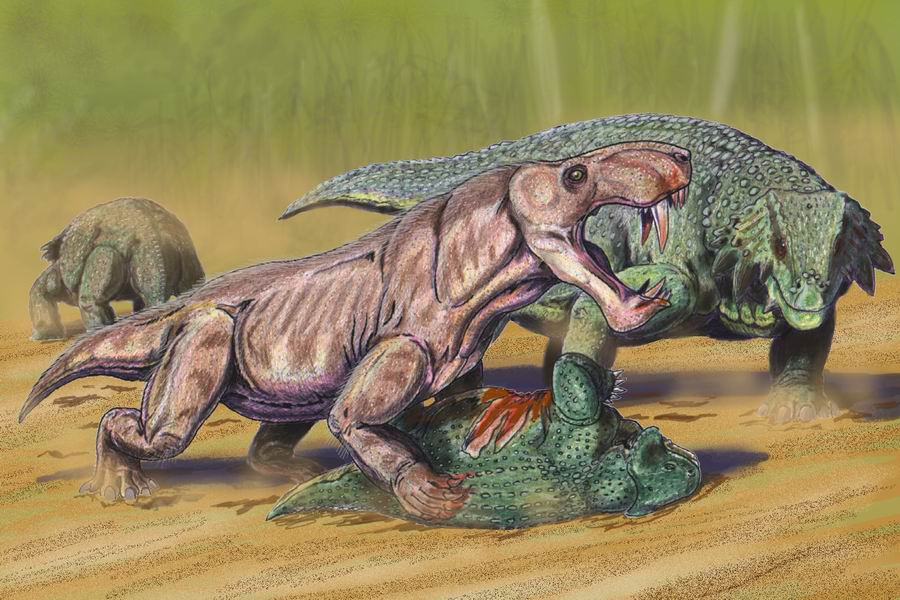
Inostrancevia

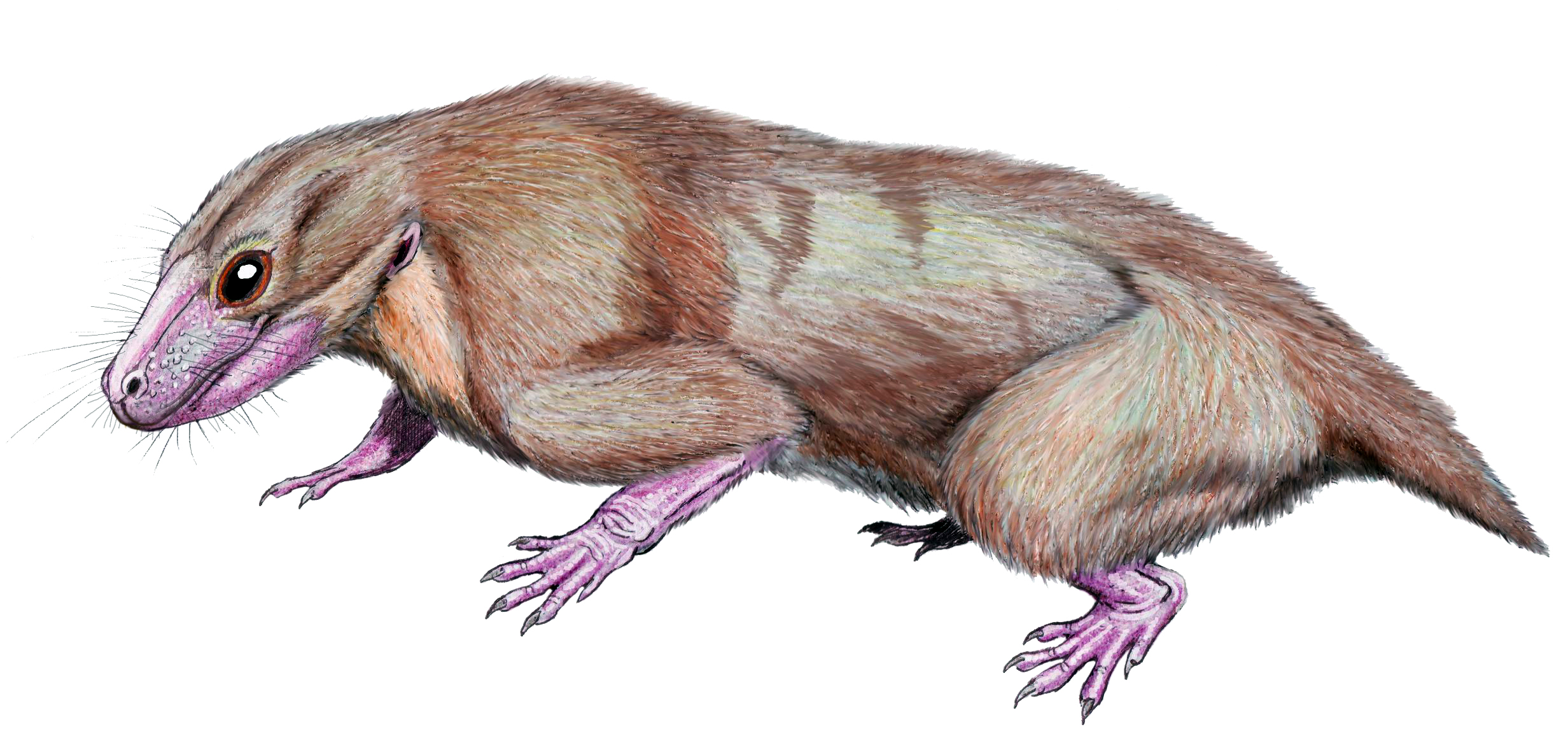
Ericiolacerta

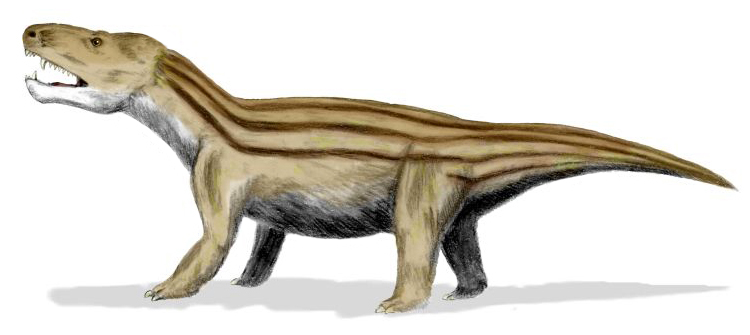
Cynognathus

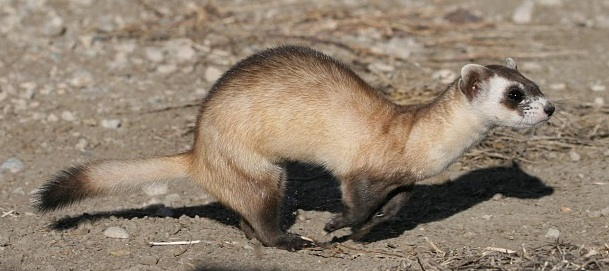
Schwarzfußiltis (Mustela nigripes)

Die frühen Synapsiden des Oberkarbon und Unterperm wurden traditionell in der Gruppe Pelycosauria zusammengefasst. Die moderneren Formen des höheren Perms und Mesozoikums wurden als Therapsiden bezeichnet, wobei die Säugetiere traditionell weder bei den Synapsiden noch bei den Therapsiden mit einbegriffen waren.
Nach moderner Auffassung sind die Synapsida, Pelycosauria und Therapsida der traditionellen Systematik paraphyletisch, da sie nicht alle Nachfahren ihres jeweils gemeinsamen Vorfahren umfassen. Während die Synapsida und Therapsida in der modernen, kladistisch gestützten Systematik als Klade neu definiert wurden und nunmehr jeweils auch die Säugetiere einschließen, wird der Name „Pelycosauria“ nur noch informell und nicht als systematische Gruppenbezeichnung für die frühesten Synapsiden benutzt, weil er bei Anwendung der Regeln der phylogenetischen Systematik ein Synonym der Synapsida ist, der Name „Synapsida“ aber älter ist und daher Priorität hat.
Vertreter der Pelycosaurier sind beispielsweise Dimetrodon, Sphenacodon und Edaphosaurus. Dimetrodon, ein Fleischfresser, und Edaphosaurus, ein Pflanzenfresser, waren mit einem Rückensegel ausgestattet, das ihnen trotz ihrer Größe (bis 3,50 m Länge) eine relativ schnelle Regulierung ihrer Körpertemperatur erlaubte. Das Rückensegel wird als recht klarer Hinweis darauf gedeutet, dass die Pelycosaurier noch „wechselwarm“ (ektotherm) waren. Pelycosaurier sind ausschließlich aus dem Oberkarbon und Unterperm von Nordamerika und Europa bekannt.
An der Wende vom Unter- zum Mittelperm verschwanden die Pelycosaurier und es erschienen die ersten Therapsiden. Diese kamen auch außerhalb Nordamerikas und Europas vor und setzen sich aus den Dinocephalier oder Anomodontier mit gedrungenen Körpern und den Theriodontia („Säugetierzähner“) mit relativ „grazilen“ Formen zusammen.
Viele der permischen Therapsiden fielen dem Massenaussterben an der Perm-Trias-Grenze zum Opfer, doch einige Linien überlebten, unter anderem die schwer gebauten pflanzenfressenden Dicynodontia (griech.: „Zwei-Hundezähner“, also Tiere mit zwei Eckzähnen, die aber eher als kleine Stoßzähne anzusprechen sind) aus der Gruppe der Anomodontier, mit einem Hornschnabel anstelle der Schneidezähne (z. B. Lystrosaurus) sowie die kleineren, meist fleischfressenden Cynodontia („Hundezähner“) aus der Gruppe der Theriodontia, mit Körperlängen von höchstens einem Meter (Cynognathus, Thrinaxodon), die spätestens in der Trias behaart und warmblütig (endotherm) waren. Aus den Reihen der Cynodontier sind gegen Ende der Trias schließlich die ersten frühen Säugetiere hervorgegangen. Alle Therapsiden-Linien, mit Ausnahme der „echten“ Säuger, starben im weiteren Verlauf des Mesozoikums aus, vermutlich aufgrund der von den Dinosauriern ausgehenden Konkurrenz. Erst nach dem Aussterben der Nichtvogeldinosaurier an der Kreide-Tertiär-Grenze wurden die Synapsiden in Gestalt der Säugetiere wieder zu einer dominierenden, sehr artenreichen Wirbeltiergruppe.

### Innere Systematik
- Synapsida
  - Caseasauria
    - Eothyrididae
    - Caseidae

  - Eupelycosauria
    - Varanopseidae
    - Ophiacodontidae
    - Edaphosauridae
    - Sphenacodontia
      - Therapsida
        - Biarmosuchia
          - Biarmosuchidae
          - Burnettidae

        - Dinocephalia
          - Brithopia
          - Titanosuchia
            - Titanosuchidae
            - Tapinocephalidae
            - Styracocephalidae

        - Anomodontia
          - Venyukovioidea
          - Dromasauroidea
          - Dicynodontia
            - Eudicynodontidae
            - Eudicynodontia

        - Theriodontia
          - Gorgonopsia
          - Eutheriodontia
            - Therocephalia
            - Cynodontia
              - Procynosuchidae
              - Dviniidae
              - Epicynodontia
                - Galesauridae
                - Thrinaxodontidae
                - Eucynodontia
                - Säugetiere (Mammalia)